# Halicampus
Halicampus is een geslacht van straalvinnige vissen uit de familie van zeenaalden en zeepaardjes (Syngnathidae). Het geslacht is voor het eerst wetenschappelijk beschreven in 1856 door Johann Jakob Kaup.

## Soorten
- Halicampus boothae (Whitley, 1964)
- Halicampus brocki (Herald, 1953)
- Halicampus dunckeri (Chabanaud, 1929)
- Halicampus edmondsoni (Pietschmann, 1928)
- Halicampus grayi Kaup, 1856
- Halicampus macrorhynchus Bamber, 1915
- Halicampus marquesensis Dawson, 1984
- Halicampus mataafae (Jordan & Seale, 1906)
- Halicampus nitidus (Günther, 1873)
- Halicampus punctatus (Kamohara, 1952)
- Halicampus spinirostris (Dawson & Allen, 1981)
- Halicampus zavorensis Dawson, 1984